# Diecezja Ponta Grossa
Diecezja Ponta Grossa (łac. Dioecesis Ponta Grossa) – diecezja Kościoła rzymskokatolickiego w Brazylii. Należy do metropolii Kurytyba, wchodzi w skład regionu kościelnego Sul 2. Została erygowana przez papieża Piusa XI bullą Quum in dies numerus w dniu 10 maja 1926. 